# Condado de Jomein
Jomein (en persa: شهرستان خمین‎) es un condado iraní de la provincia de Markazí. La capital es la ciudad del mismo nombre. En el censo de 2006 tenía una población de 108.840 habitantes en 29.888 familias. El condado tiene dos distritos: Central y Kamareh; como así también dos ciudades Jomein y Qurchi Bashi.